# Titouan Afanou-Gatine
Titouan Afanou-Gatine, né le 27 janvier 1995 à Lyon, est un handballeur français évoluant au poste d'arrière droit au C' Chartres MHB.
Formé à Chartres, Titouan Afanou-Gatine rejoint le St-Raphaël VHB en 2012. En quatre saisons, il ne parvient pas à s'imposer au sein du groupe professionnel et s'engage avec le Paris SG. Durant deux années, il ne participe qu'à une rencontre du championnat de France 2016-2017 et part pour le HT Tatran Prešov à l'été 2018. Avec le club slovaque, il découvre la Ligue des champions et remporte le titre de champion dès la première année. Durant l'hiver 2020, il rejoint le C' Chartres MHB en tant que joker médical.

## Biographie
Titouan Afanou-Gatine naît à Lyon. Titouan commence sa carrière en 2012 au club de Saint-Raphaël Var Handball.
Après quatre saisons au club de Saint-Raphaël, il rejoint le Paris Saint-Germain où il reste deux années et quitte le club.
En 2018, Titouan Afanou-Gatine rejoint le club slovaque du HT Tatran Prešov. Il découvre la Ligue des champions et y marque quatorze buts en 2018-2019. La saison suivante, il inscrit trente buts en C1.
En janvier 2020, Titouan Afanou-Gatine s'engage jusqu'en 2022 avec le C' Chartres MHB en tant que joker médical pour combler les pépins physiques intervenus chez les gauchers Sergiy Onufriyenko et Nikola Jukić et ainsi proposer une alternative sur le poste d'arrière droit. Le Français découvre la Starligue à 25 ans, après n’avoir connu que des convocations, sans entrée en jeu, lors de ses passages à Saint-Raphaël et au PSG. Afanou-Gatine s'engage sur deux saisons et demie afin de succéder à Jukić, en fin de contrat.

## Style de jeu
Titouan Afanou-Gatine est un arrière droit physique et intense défensivement.

## Statistiques
| Saison    | Club             | Championnat | Championnat | Coupe nationale | Coupe nationale | Coupe de la Ligue | Coupe de la Ligue | Ligue des champions | Ligue des champions | Ligue SEHA | Ligue SEHA |
| Saison    | Club             | M           | B           | M               | B               | M                 | B                 | M                   | B                   | M          | B          |
| --------- | ---------------- | ----------- | ----------- | --------------- | --------------- | ----------------- | ----------------- | ------------------- | ------------------- | ---------- | ---------- |
| 2012-2013 | St-Raphaël VHB   | 8           | 0           |                 |                 | 1                 | 0                 |                     |                     |            |            |
| 2013-2014 | St-Raphaël VHB   |             |             |                 |                 |                   |                   |                     |                     |            |            |
| 2014-2015 | St-Raphaël VHB   | 2           | 0           |                 |                 | 1                 | 0                 |                     |                     |            |            |
| 2015-2016 | St-Raphaël VHB   | 3           | 0           |                 |                 |                   |                   |                     |                     |            |            |
| 2016-2017 | Paris SG         | 1           | 0           |                 |                 |                   |                   |                     |                     |            |            |
| 2017-2018 | Paris SG         |             |             |                 |                 |                   |                   |                     |                     |            |            |
| 2018-2019 | HT Tatran Prešov |             |             |                 |                 |                   |                   | 10                  | 14                  |            |            |
| 2019-2020 | HT Tatran Prešov |             |             |                 |                 |                   |                   | 10                  | 30                  | 11         | 24         |
| 2019-2020 | C' Chartres MHB  |             |             |                 |                 |                   |                   |                     |                     |            |            |

## Palmarès
- Championnat de Slovaquie (1)
  - Champion : 2019 avec Tatran